# العداني (ذي السفال)

تعديل مصدري - تعديل

العداني محلة تابعة لقرية الحجر، التابعة لعزلة الدخال بمديرية ذي السفال إحدى مديريات محافظة إب في الجمهورية اليمنية، بلغ تعداد سكانها 397 حسب تعداد اليمن لعام 2004.